# Romanel-sur-Lausanne
Romanel-sur-Lausanne − miejscowość i gmina (commune) w zachodniej Szwajcarii, w kantonie Vaud, w okręgu (district) Lozanna.

## Demografia
W Romanel-sur-Lausanne mieszka 3788 osób. W 2021 roku 26,6% populacji gminy stanowiły osoby urodzone poza Szwajcarią.

## Transport
Przez teren gminy przebiegają autostrada A9 oraz drogi główne nr 5 i nr 134. 